# Ipsea
Ipsea – rodzaj roślin z rodziny storczykowatych (Orchidaceae). Obejmuje 3 gatunki występujące w Azji Południowo-Wschodniej w Indiach, Tajlandii i na Sri Lance.

## Systematyka
Rodzaj sklasyfikowany do plemienia Collabieae, podrodzina epidendronowe (Epidendroideae), rodzina storczykowate (Orchidaceae), rząd szparagowce (Asparagales) w obrębie roślin jednoliściennych.
Wykaz gatunków
- Ipsea malabarica (Rchb.f.) Hook.f.
- Ipsea speciosa Lindl.
- Ipsea thailandica Seidenf.